# Fritillaria epirotica
Fritillaria epirotica är en liljeväxtart som beskrevs av William Bertram Turrill och Edward Martyn Rix. Fritillaria epirotica ingår i Klockliljesläktet och i familjen liljeväxter. IUCN kategoriserar arten globalt som starkt hotad. Inga underarter finns listade.